# POLR3K
POLR3K (англ. RNA polymerase III subunit K) – білок, який кодується однойменним геном, розташованим у людей на короткому плечі 16-ї хромосоми. Довжина поліпептидного ланцюга білка становить 108 амінокислот, а молекулярна маса — 12 336.
| 10         |  | 20         |  | 30         |  | 40         |  | 50         |
| ---------- |  | ---------- |  | ---------- |  | ---------- |  | ---------- |
| MLLFCPGCGN |  | GLIVEEGQRC |  | HRFSCNTCPY |  | VHNITRKVTN |  | RKYPKLKEVD |
| DVLGGAAAWE |  | NVDSTAESCP |  | KCEHPRAYFM |  | QLQTRSADEP |  | MTTFYKCCNA |
| QCGHRWRD   |  |            |  |            |  |            |  |            |

A: Аланін

C: Цистеїн

D: Аспарагінова кислота

E: Глутамінова кислота

F: Фенілаланін

G: Гліцин

H: Гістидин

I: Ізолейцин

K: Лізин

L: Лейцин

M: Метіонін

N: Аспарагін

P: Пролін

Q: Глутамін

R: Аргінін

S: Серин

T: Треонін

V: Валін

W: Триптофан

Задіяний у таких біологічних процесах, як імунітет, вроджений імунітет, транскрипція, противірусний захист. 
Білок має сайт для зв'язування з іонами металів, іоном цинку. 
Локалізований у ядрі.